# Bartolomé de la Cueva y Toledo
Bartolomé de la Cueva y Toledo (né  à Cuéllar  en Espagne, le 24 août 1499  et mort à Rome le 29 juin 1562) est un cardinal espagnol du XVIe siècle. Il est de la famille du cardinal Alfonso de la Cueva-Benavides y Mendoza-Carrillo (1622).

## Biographie
Bartolomé de la Cueva y Toledo a un fils illégitime. Il est clerc au diocèse de Segovia. Avec son frère Luis, il accompagne Charles Quint sur son voyage à Italie en 1529.
De la Cueva est un  ami intime  d'Ignace de Loyola, le fondateur des jésuites. Le pape Paul III le crée cardinal lors du consistoire du 19 décembre 1544. Il est élu administrateur d'Avellino et Frigento en 1548, mais résigne déjà l'année prochaine. De la Cueva est abbé commendataire de Santa María de Párracos à Ségovie et vice-roi de Naples en 1558-1559.  Il est promu à l'archidiocèse de Manfredonia en 1560.
Il participe au conclave de 1549-1550 lors duquel Jules III est élu, aux deux conclaves de 1550 (élection de Marcel II et élection de Paul IV) et au conclave de 1559 (élection de Pie IV).